# Těmice (okres Hodonín)
Těmice (německy Temnitz) jsou obec v okrese Hodonín v Jihomoravském kraji. Leží deset kilometrů východně od Kyjova. Žije zde 918 obyvatel. Obcí protéká potok Syrovínka.

## Historie
Archeolog Inocenc Ladislav Červinka v Těmicích zdokumentoval pohřebiště z období Velké Moravy. První písemná zmínka o obci pochází z roku 1371 (jiný zdroj uvádí rok 1263). Obec se v těchto záznamech vyskytuje pod názvem Témice. Roku 1649 koupil obec císařský oficír Marko Lubedich Cappelet. Po třicetileté válce zůstalo v obci jen 35 obydlených domů. V roce 1718 prodal hrabě Maxmilián Magni panství Těmice a Ořechov cisterciáckému velehradskému klášteru. Temice patřily do bzenecké farnosti. Po postavení kostela svatého Václava v Domaníně byla obec v osmdesátých letech 18. století začleněna do farnosti domanínské. V dobách rakousko-uherské monarchie dostala obec úřední název Temnice a v roce 1923 byl zaveden současný název. Na konci druhé světové války byly Těmice 28. dubna 1945 osvobozeny rumunskou armádou.

## Obecní symboly
Znak a vlajka byly obci uděleny rozhodnutím předsedy Poslanecké sněmovny Parlamentu České republiky dne 22. listopadu 2001.

## Pamětihodnosti
- Kaple Nanebevzetí Panny Marie z roku 1870.
- Před kaplí je kříž z roku 1917 a socha svatého Jana Nepomuckého z roku 1929.
- Usedlost č. 48 je chráněna jako kulturní památka.
- Kamenný kříž z roku 1801 ve směru na Domanín, také kulturní památka.

## Osobnosti
- Josef Kolmaš (1933–2021), sinolog a tibetolog
- Antonín Chromek (1903–1994), sochař a malíř

## Galerie

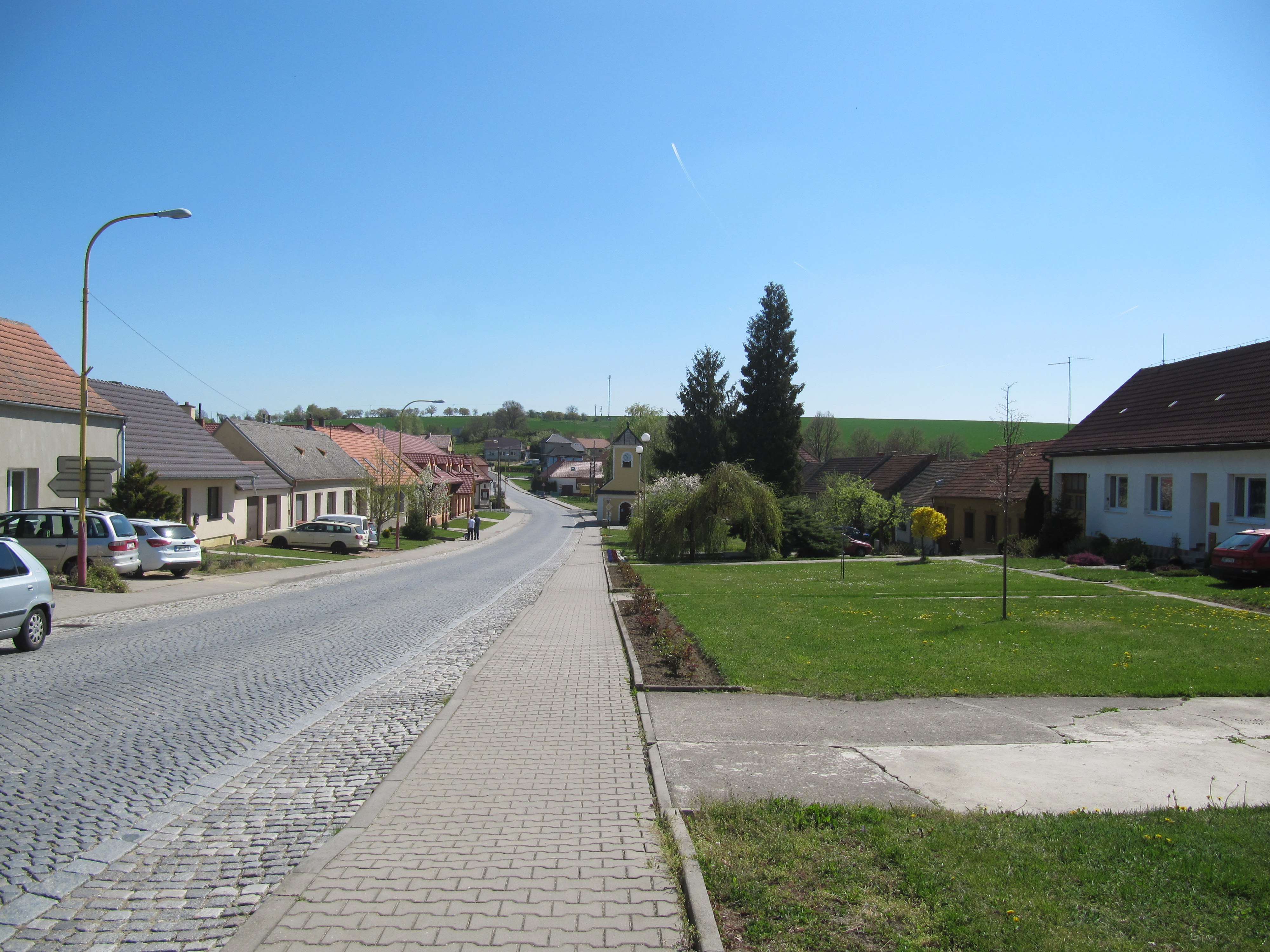
Náves
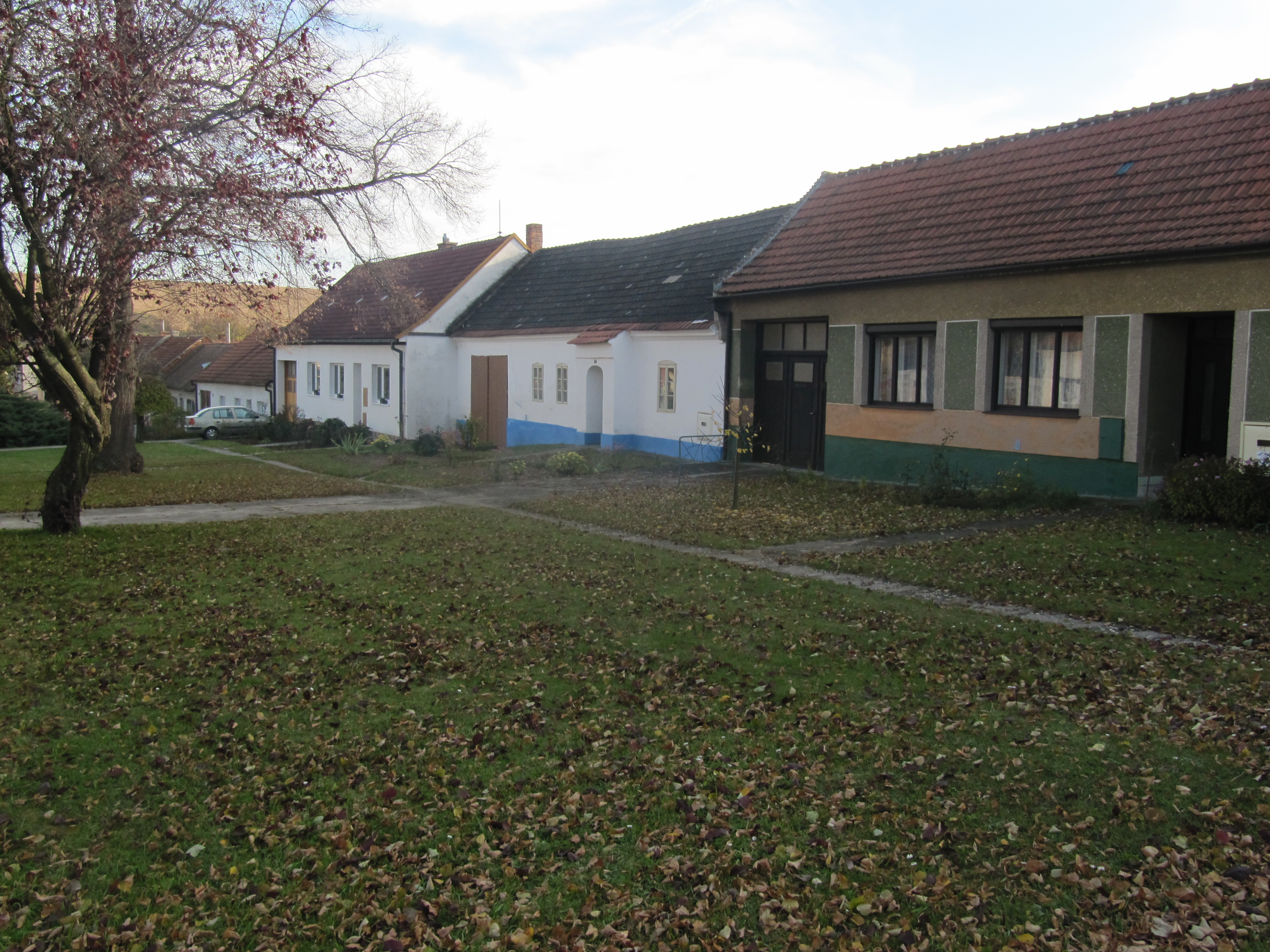
Starší zástavba s památkově chráněným domem č. p. 48
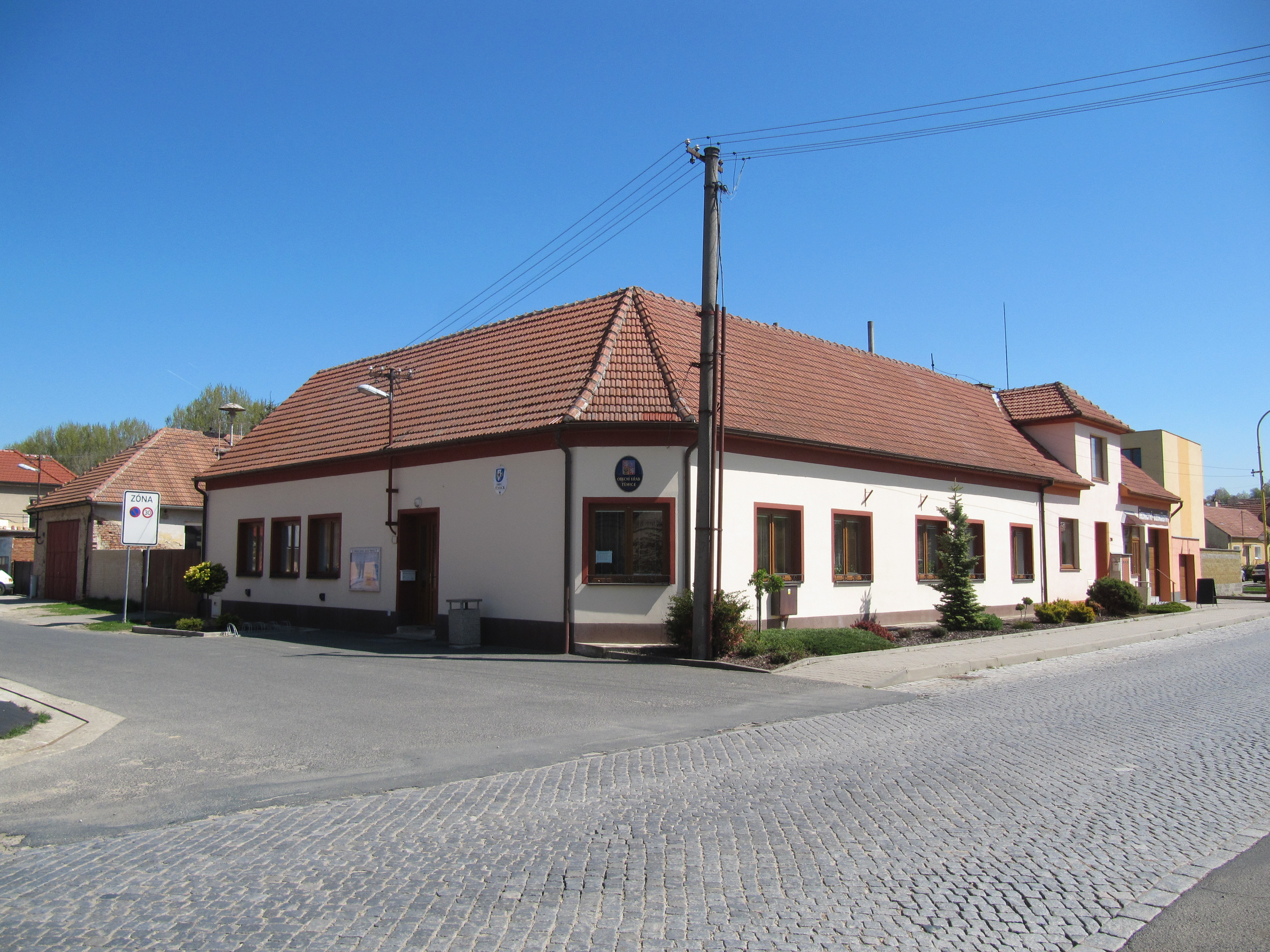
Obecní úřad
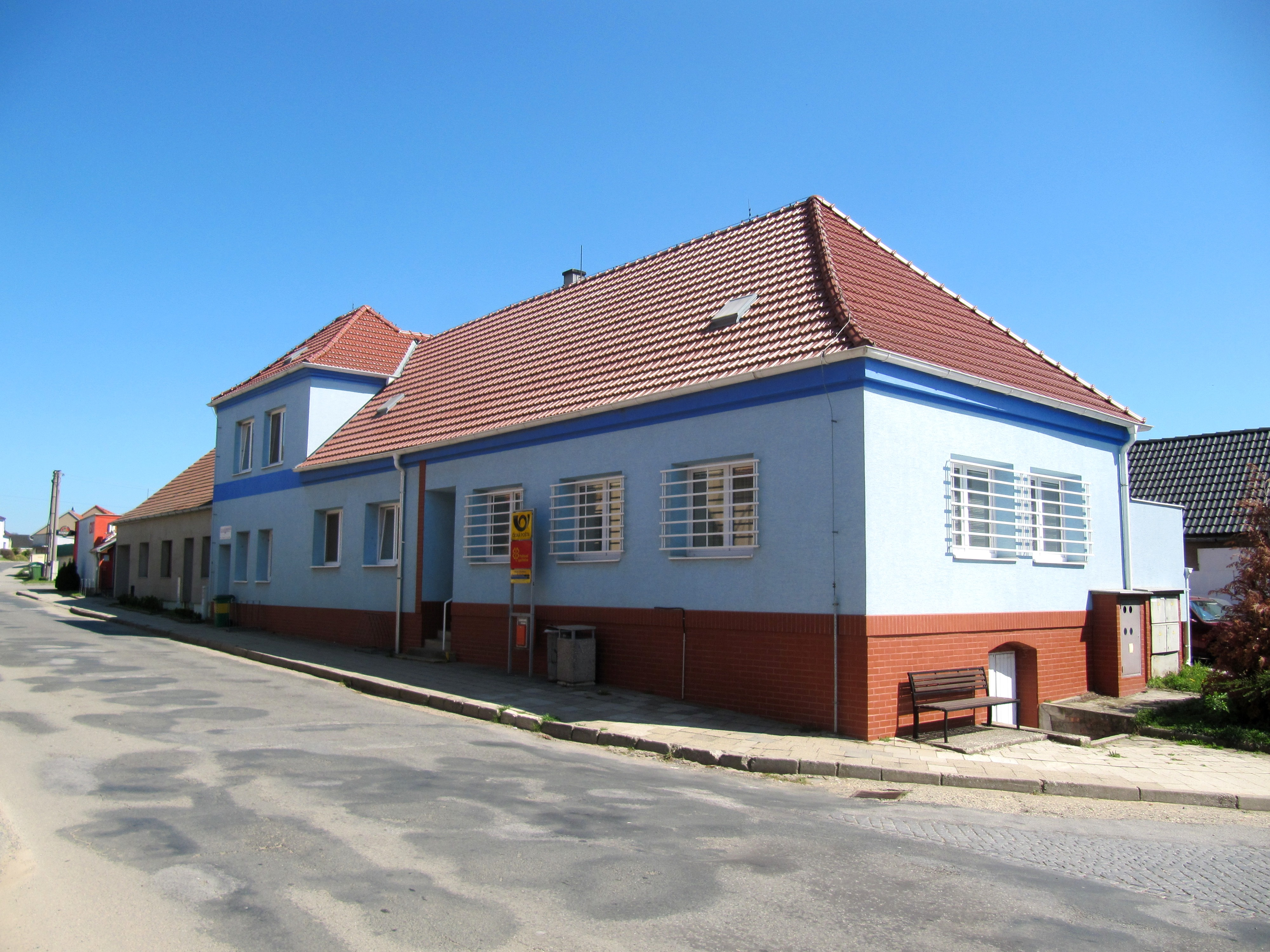
Pošta
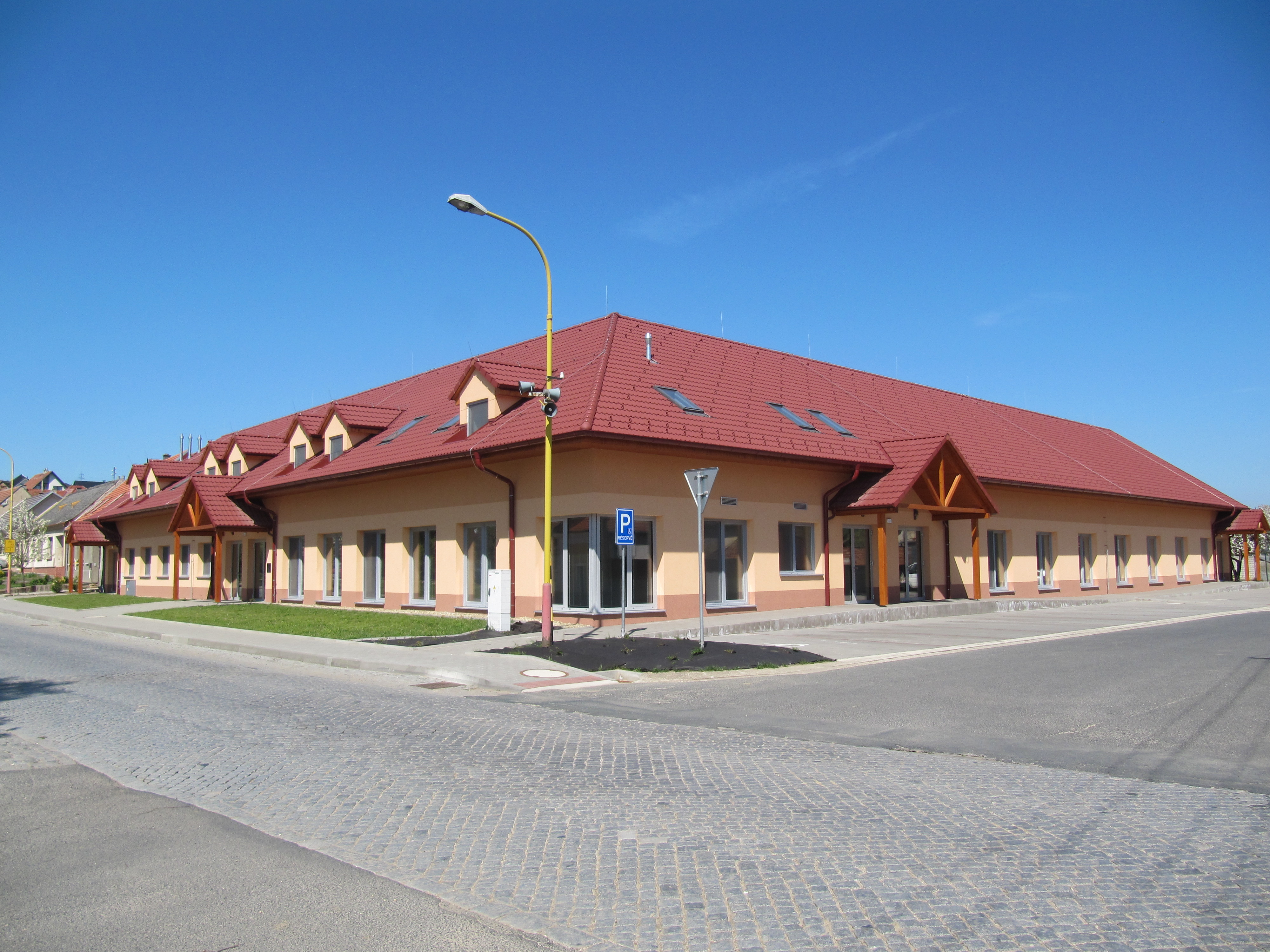
Dům s pečovatelskou službou